# Президент Шрі-Ланки
Президент Шрі-Ланки — виборний глава держави Шрі-Ланка, що обирається на всенародному голосуванні.
Також очолює Раду національної безпеки Шрі-Ланки.

## Список президентів

### ПрезидентиРеспубліки Шрі-Ланка(1972—1978)
| № | Портрет | Ім'я (роки життя)                                     | Повноваження   | Повноваження   | Партія                       | Суміщення повноважень                                                                        |
| № | Портрет | Ім'я (роки життя)                                     | Початок        | Закінчення     | Партія                       | Суміщення повноважень                                                                        |
| - | ------- | ----------------------------------------------------- | -------------- | -------------- | ---------------------------- | -------------------------------------------------------------------------------------------- |
| 1 |         | Вільям Гопаллава (1897—1981) синг. විලියම් ගොපල්ලව         | 22 травня 1972 | 4 лютого 1978  | незалежний                   |                                                                                              |
| 2 |         | Джуніус Джаявардене (1906—1996) синг. ජුනියස් රිචඩ් ජයවර්ධන | 4 лютого 1978  | 7 вересня 1978 | Об'єднана національна партія | Міністр оборони Міністр економіки і планування Міністр здійснення плану Міністр вищої освіти |

### ПрезидентиДСР Шрі-Ланка(після 1978)
7 вересня 1978 року набула чинності нова Конституція Шрі-Ланки, згідно з якою країна стала називатися Демократична Соціалістична Республіка Шрі-Ланка (синг. ශ්‍රී ලංකා ප්‍රජාතාන්ත්‍රික සමාජවාදී ජනරජය, там. இலங்கை சனநாயக சோசலிசக் குடியரசு). Нова Конституція включила в себе поправки 1977, які встановили систему президентської республіки.
| №    | Портрет       | Ім'я (роки життя)                                                                     | Повноваження      | Повноваження      | Партія                       | Вибори    | Суміщення повноважень                                                                                         |
| №    | Портрет       | Ім'я (роки життя)                                                                     | Початок           | Закінчення        | Партія                       | Вибори    | Суміщення повноважень                                                                                         |
| ---- | ------------- | ------------------------------------------------------------------------------------- | ----------------- | ----------------- | ---------------------------- | --------- | --- |
| 2    |               | Джуніус Джаявардене (1906—1996) синг. ජුනියස් රිචඩ් ජයවර්ධන                                 | 7 вересня 1978    | 2 січня 1989      | Об'єднана національна партія | 1982      | Міністр оборони Міністр економіки та планування Міністр здійснення плану Міністр вищої освіти                 |
| 3    |               | Ранасінгхе Премадаса (1924—1993) синг. රණසිංහ ප්‍රේමදාස                                      | 2 січня 1989      | 1 травня 1993     | Об'єднана національна партія | 1988      | Міністр оборони Міністр Буддизму Міністр політичного планування і здійснення                                  |
| в.о. |               | Дінгірі Банда Віджетунге (1922—2008) синг. ඩිංගිරි බණ්ඩා විජේතුංග                               | 1 травня 1993     | 7 травня 1993     | Об'єднана національна партія |           | |
| 4    | 7 травня 1993 | Дінгірі Банда Віджетунге (1922—2008) синг. ඩිංගිරි බණ්ඩා විජේතුංග                               | 12 листопада 1994 |                   | Об'єднана національна партія |           | |
| 5    |               | Чандрика Бандаранаїке Кумаратунга (1945—) синг. චන්ද්‍රිකා බන්ඩාරනායක කුමාරතුංග                    | 12 листопада 1994 | 19 листопада 2005 | Партія свободи               | 1994 1999 | |
| 6    |               | Махінда Раджапаксе (1945—) синг. පර්සි මහේන්ද්‍ර රාජපක්ෂ                                       | 19 листопада 2005 | 9 січня 2015      | Партія свободи               | 2005 2010 | Міністр оборони Міністр фінансів Міністр закону і порядку Міністр автомобільних доріг, портів і судноплавства |
| 7    |               | Паллеуатте Гамаралаге Маїтріпала Япа Сірісена (1951—) синг. පල්ලෙවත්ත ගමරාලගේ මෛත්‍රීපාල යාපා සිරිසේන | 9 січня 2015      | 18 листопада 2019 | Партія свободи               | 2015      | Міністр оборони Міністр розвитку Махавелі і навколишнього середовища                                          |
| 8    |               | Готабая Раджапакса (1949—) синг. ගෝඨාභය රාජපක්ෂ)                                          | 18 листопада 2019 | 14 липня 2022     | Народний фронт Шрі-Ланки     | 2019      | Міністр оборони, Міністр технологій                                                                           |
| 9    |               | Раніл Викрамасінгхе (1949—) синг. රනිල් වික්‍රමසිංහ                                           | 20 липня 2022     | 23 вересня 2024   | Об'єднана національна партія | 2022      | Міністр оборони, Міністр технологій, Міністр фінансів                                                         |
| 10   |               | Анура Кумара Діссанаяке (1968—) синг. අනුර කුමාර දිසානායක                                   | 23 вересня 2024   |                   | Джанатха Вімукті Перамуна    | 2024      | Міністр сільського господарства, тваринництва, земель та іригації                                             |

## Нотатки
1. ↑  виконував обов'язки з 15 липня 2022 року після відставки попереднього президента на тлі протестів на Шрі-Ланці